# Epimelitta bleuzeni
Epimelitta bleuzeni là một loài bọ cánh cứng trong họ Cerambycidae.